# Cardiff Rugby
Ne doit pas être confondu avec Cardiff Rugby Football Club.
Pour les articles homonymes, voir Cardiff (homonymie).
Maillots
Actualités
Dernière mise à jour : 22 septembre 2024.
Cardiff Rugby (en gallois : Rygbi Caerdydd), anciennement les Cardiff Blues (en gallois : Gleision Caerdydd), est une franchise provinciale galloise de rugby à XV.
Elle participe au United Rugby Championship, une compétition de rugby à XV réunissant des franchises ou des provinces galloises, irlandaises, italiennes,  écossaises et sud-africaines. Elle dispute également la Champions Cup/Challenge Cup.

## Histoire

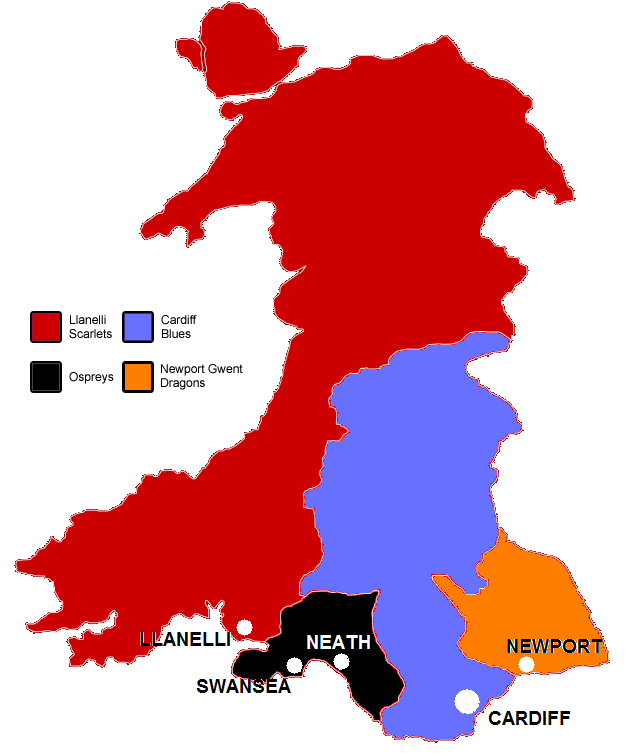
Aires représentées par les équipes galloises de Celtic League.

La franchise est fondée en 2003, basée sur le club de Cardiff RFC.
En 2004, à la suite de la liquidation des Celtic Warriors, l'équipe est fusionnée avec le club de Pontypridd RFC.
En 2009, lors de la Coupe d'Europe de rugby à XV 2008-2009, Cardiff devient la première équipe à être éliminée d'une coupe d'Europe de rugby sans avoir perdu une seule rencontre sportive (défaite en demi-finale contre le club anglais de Leicester Tigers aux tirs au but). La franchise galloise remporte néanmoins son premier titre en dominant Gloucester 50 à 12 en finale de la Coupe anglo-galloise lors d'un match prolifique où 9 essais sont marqués.
En 2010, les Blues remportent leur premier titre européen en battant le RC Toulon en finale du Challenge européen.
La franchise change de nom à l'intersaison 2021 : les Cardiff Blues deviennent le Cardiff Rugby en hommage au club du Cardiff Rugby Football Club ayant précédé la création de la franchise régionale.

## Identité visuelle

### Logo
La franchise adapte en 2021 son logo à son changement de nom, et intègre l'année 1876 au visuel, date de la création du club prédécesseur Cardiff Rugby Football Club ; une déclinaison en langue galloise est par ailleurs créée à cette occasion.

Évolution du logo
Logo de 2003 au 31 juillet 2021.
Logo depuis le 31 juillet 2021.

## Palmarès
Le tableau suivant récapitule les performances de Cardiff dans les diverses compétitions nationales et européennes.
| Compétitions nationales                                                                      | Compétitions européennes                                                                   |
| -------------------------------------------------------------------------------------------- | ------------------------------------------------------------------------------------------ |
| Celtic League - Vice-champion (2) : 2007, 2008 Coupe anglo-galloise : - Vainqueur (1) : 2009 | Coupe d'Europe - Demi-finaliste (1) : 2009 Challenge européen - Vainqueur (2) : 2010, 2018 |

## Personnalités du club

### Effectif 2025-2026
| Nom                      | Naissance         | Nationalité sportive | Sélections (points) | Dernier club       | Arrivée au club |
| Talonneurs               |                   |                      |                     |                    |                 |
| Liam Belcher             | 28 avril 1996     | Pays de Galles       | 2 (0)               | Dragons RFC        | 2018            |
| Dafydd Hughes            | 8 janvier 1996    | Pays de Galles       | -                   | Jersey Reds        | 2023            |
| Evan Lloyd               | 28 décembre 2001  | Pays de Galles       | 8 (0)               | Formé au club      | 2023            |
| Piliers                  |                   |                      |                     |                    |                 |
| Keiron Assiratti         | 30 juin 1997      | Pays de Galles       | 15 (0)              | Formé au club      | 2017            |
| Rhys Barratt             | 3 février 2002    | Pays de Galles       | -                   | Formé au club      | 2022            |
| Ed Byrne                 | 9 septembre 1993  | Irlande              | 6 (0)               | Leinster           | 2024            |
| Joe Cowell               | 6 janvier 2002    | Pays de Galles       | -                   | Formé au club      | 2021            |
| Will Davies-King         | 28 juillet 1998   | Pays de Galles       | -                   | Formé au club      | 2019            |
| Corey Domachowski        | 11 septembre 1996 | Pays de Galles       | 10 (0)              | Formé au club      | 2016            |
| Javan Sebastian          | 27 septembre 1994 | Écosse               | 10 (0)              | Édimbourg Rugby    | 2025            |
| Danny Southworth         | 4 décembre 1999   | Angleterre           | -                   | Exeter Chiefs      | 2024            |
| Sam Wainwright           | 7 mai 1998        | Pays de Galles       | 4 (0)               | Scarlets           | 2025            |
| Deuxièmes lignes         |                   |                      |                     |                    |                 |
| Ben Donnell              | 2 août 2000       | Angleterre           | -                   | Gloucester Rugby   | 2024            |
| Josh McNally             | 21 août 1990      | Angleterre           | 1 (0)               | Bath Rugby         | 2024            |
| George Nott              | 21 janvier 1996   | Pays de Galles       | -                   | Dragons RFC        | 2025            |
| Rory Thornton            | 16 mars 1995      | Pays de Galles       | 1 (0)               | Ospreys            | 2018            |
| Teddy Williams           | 18 octobre 2000   | Pays de Galles       | 8 (5)               | Formé au club      | 2020            |
| Troisièmes lignes aile   |                   |                      |                     |                    |                 |
| Taine Basham             | 2 novembre 1999   | Pays de Galles       | 17 (15)             | Dragons RFC        | 2025            |
| James Botham             | 22 février 1998   | Pays de Galles       | 18 (10)             | Formé au club      | 2016            |
| Lucas de la Rua          | 13 septembre 2004 | Pays de Galles       | -                   | Formé au club      | 2024            |
| Alun Lawrence            | 15 septembre 1998 | Pays de Galles       | -                   | Formé au club      | 2018            |
| Alex Mann                | 6 janvier 2002    | Pays de Galles       | 7 (10)              | Formé au club      | 2021            |
| Dan Thomas               | 11 octobre 1993   | Pays de Galles       | -                   | Bristol Bears      | 2024            |
| Troisièmes lignes centre |                   |                      |                     |                    |                 |
| Taulupe Faletau          | 12 novembre 1990  | Pays de Galles       | 109 (60)            | Bath Rugby         | 2018            |
| Demis de mêlée           |                   |                      |                     |                    |                 |
| Ellis Bevan              | 10 mars 2000      | Pays de Galles       | 6 (5)               | Formé au club      | 2021            |
| Aled Davies              | 19 juillet 1992   | Pays de Galles       | 20 (5)              | Saracens           | 2024            |
| Johan Mulder             | 6 août 1999       | Afrique du Sud       | -                   | Lions              | 2024            |
| Demis d'ouverture        |                   |                      |                     |                    |                 |
| Rory Jennings            | 24 décembre 1995  | Angleterre           | -                   | Newcastle Falcons  | 2024            |
| Ioan Lloyd               | 5 avril 2001      | Pays de Galles       | 7 (12)              | Scarlets           | 2025            |
| Callum Sheedy            | 28 octobre 1995   | Pays de Galles       | 16 (73)             | Bristol Bears      | 2024            |
| Harri Wilde              | 15 mai 2005       | Pays de Galles       | -                   | Formé au club      | 2025            |
| Centres                  |                   |                      |                     |                    |                 |
| Steffan Emanuel          | 1er juillet 2006  | Pays de Galles       | -                   | Formé au club      | 2024            |
| Mason Grady              | 29 mars 2002      | Pays de Galles       | 15 (5)              | Formé au club      | 2020            |
| Harri Millard            | 12 juillet 1995   | Pays de Galles       | -                   | Formé au club      | 2016            |
| Ben Thomas               | 25 novembre 1998  | Pays de Galles       | 14 (49)             | Formé au club      | 2017            |
| Ailiers                  |                   |                      |                     |                    |                 |
| Josh Adams               | 21 avril 1995     | Pays de Galles       | 63 (110)            | Worcester Warriors | 2019            |
| Tom Bowen                | 7 mai 2005        | Pays de Galles       | -                   | Formé au club      | 2024            |
| Theo Cabango             | 21 novembre 2001  | Pays de Galles       | -                   | Formé au club      | 2021            |
| Iwan Stephens            | 24 mars 2002      | Angleterre           | -                   | Newcastle Falcons  | 2024            |
| Arrières                 |                   |                      |                     |                    |                 |
| Jacob Beetham            | 18 avril 2001     | Pays de Galles       | 1 (0)               | Formé au club      | 2021            |
| Cameron Winnett          | 7 janvier 2003    | Pays de Galles       | 9 (0)               | Formé au club      | 2022            |

### Joueurs emblématiques

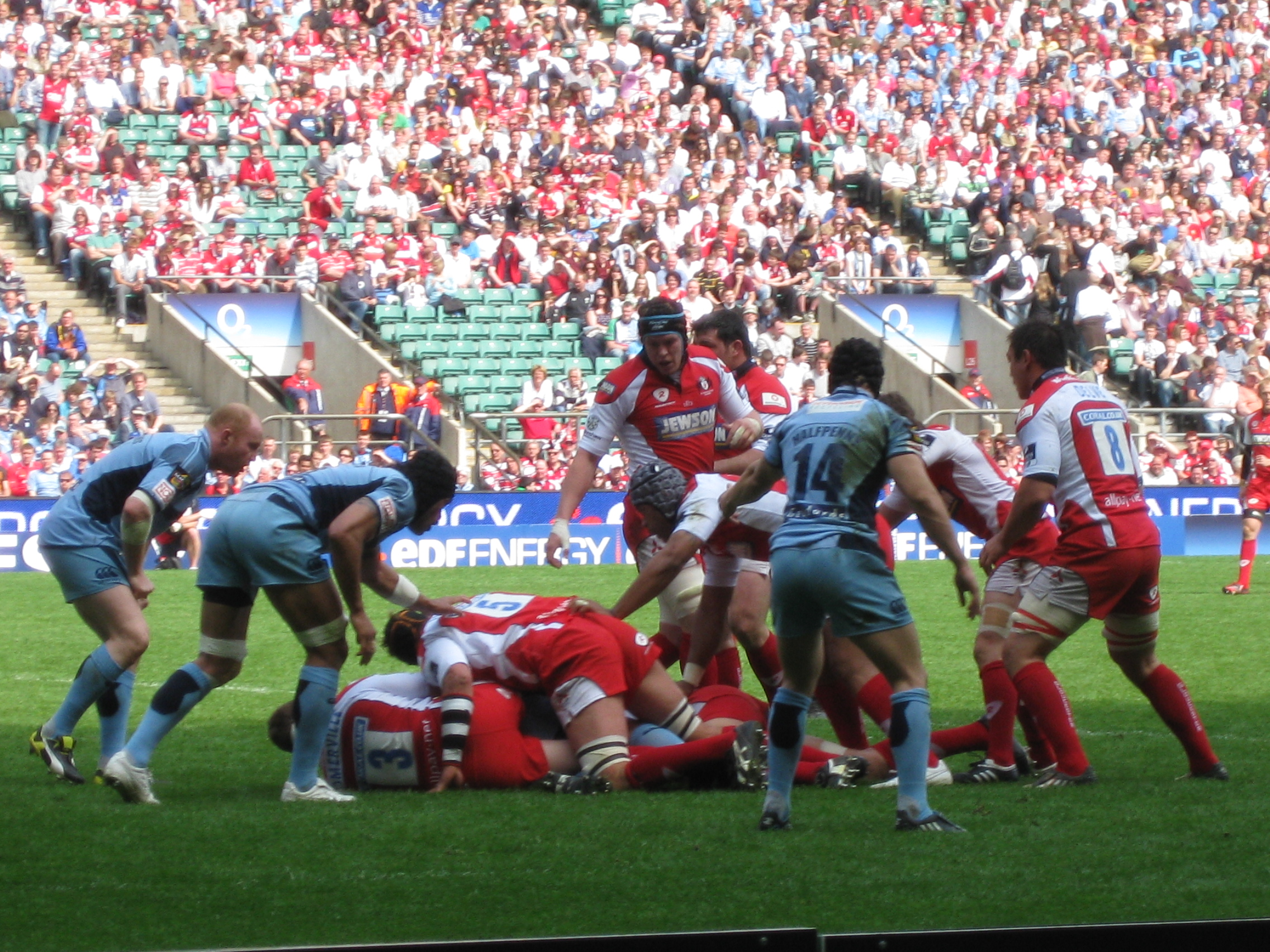
Gloucester et les Cardiff Blues en Coupe anglo-galloise en finale le 18 avril 2009 au stade de Twickenham.

- Gareth Thomas
- Jonah Lomu
- Tom Shanklin
- Martyn Williams
- Leigh Halfpenny
- Dan Parks
- Xavier Rush
- Taufa'ao Filise
- Sam Warburton
- Alex Cuthbert

### Entraîneurs
- 2003-2011 :  Dai Young
- 2011-2012 :  Justin Burnell et  Gareth Baber
- 2012-2014 :  Phil Davis
- 2014-2015 :  Mark Hammett
- 2015-2018 :  Danny Wilson
- 2018-Janvier 2021 :  John Mulvihill
- Depuis janvier 2021 :  Dai Young

## Équipes associées en Welsh Premier Division
- Cardiff RFC
- Pontypridd RFC
- Merthyr RFC